# Ouragan Erin (2001)
Pour les articles homonymes, voir Cyclone tropical Erin.
L'ouragan Erin est la sixième dépression tropicale, la cinquième tempête tropicale, le premier ouragan, et le premier ouragan majeur de la Saison cyclonique 2001 dans l'océan Atlantique nord. La formation du premier ouragan de cette saison est relativement tardive, puisqu'elle intervient le 8 septembre. Le précédent en la matière est l'ouragan Diana qui s'est formé le 10 septembre. L'année suivante, durant la saison cyclonique 2002, l'ouragan Gustav atteindra le statut d'ouragan le 11 septembre. L'ouragan Erin a également la particularité, tout comme son prédécesseur la tempête tropicale Dean, de s'être dissipé dans l'Atlantique tropicale. Et, tout comme lui, Erin se reformera dans l'Atlantique subtropical, où il atteindra son pic d'intensité. Malgré tout, Erin est un ouragan capverdien classique. Il est issu d'une onde tropicale qui s'organise très rapidement, atteindra le statut d'ouragan majeur, puis terminera cyclone extratropical. Il a approché d'assez près les Bermudes, passant à environ 170 kilomètres de l'île, mais passera toute son existence en plein Atlantique. Il aura la plus longue longévité des cyclones de la saison.

## Évolution météorologique
Une onde tropicale quitte les côtes africaines le 30 août, au large de la Guinée. Elle montre rapidement des signes d'organisation et de développement. Ceci permet d'initier très tôt l'utilisation de la technique de Dvorak, dès le 30 août. Elle ne parvient pourtant pas à maintenir une convection profonde le jour suivant, 31 août, et son évolution cesse. L'onde tropicale circule alors très au Sud du Cap-Vert, et reste prise dans l'équateur météorologique. C'est à partir du 1er septembre que les signes de la formation d'une dépression tropicale deviennent évident. Sur la base des images satellites et d'une bouée, il est considéré que la dépression tropicale Six s'est formé dans la soirée du 1er septembre. Elle est alors à environ 1100 kilomètres à l'Ouest Sud Ouest du Cap-Vert et à 2600 kilomètres des Petites Antilles.
Le développement de la dépression Six aboutit à son passage en tempête tropicale le 2 septembre, nommée Erin. Les jours suivants, la trajectoire d'Erin suit le schéma classique orientée à l'Ouest Nord Ouest. Il se déplace au Sud de l'anticyclone subtropicale, pris dans les alizés.
Les conditions sont alors favorables à une poursuite de l'intensification. Le cisaillement du vent est faible, les images satellites mettent en évidence des bandes convectives et une bonne divergence d'altitude. Pourtant, Erin ne parvient pas à s'organiser et le cœur de la tempête n'est pas suffisamment établi. Les centres de bas, moyen, et haut niveau peinent à s'aligner verticalement. Il parvient ainsi à un premier d'intensité le 3 septembre, avec des vents soutenus sur une minute à 93 km/h. Il est alors à 1900 kilomètres à l'Est des Petites Antilles. L'isolement d'une dépression d'altitude au Nord Ouest d'Erin, et au Nord des Petites Antilles, augmente rapidement le cisaillement de vent durant la journée. Dans le même temps, le flux d'Est qui a assuré jusqu'à présent le déplacement d'Erin, reste fort. La convection est alors déportée au Nord Est. Le centre d'Erin est exposé le 3 septembre à 1800Z, c'est-à-dire qu'il n'est plus occupé par une activité convective. Ce qui fait qu'Erin faiblit fortement et semble même proche de la dissipation.
Erin parvient quelque peu à se refaire dans la journée du 4 septembre. Le cisaillement du vent a quelque peu faibli, permettant à Erin d'atteindre un deuxième pic d'intensité à 83 km/h. Pourtant, il continue à se déplacer vers l'Ouest en direction de la dépression d'altitude, et dès le 5 septembre, les conditions se dégradent pour Erin. La circulation de surface perd de sa cohérence, tandis que la convection reste déplacée au Nord-Est en raison du renforcement du cisaillement. Il est considéré qu'Erin se dissipe le 5 septembre à 1800Z. Il est alors pris dans l'anticyclone subtropicale, avec une pression faiblement anticyclonique de 1014 hectopascals et un gradient de pression quasi nul.
Le creux qui fut Erin se déplace alors plus au Nord Ouest. Le 6 septembre, la dépression coupée d'altitude finit par dégénérer, et le cisaillement de vent se relâche. Il est estimé qu'Erin redevient une dépression tropicale le 6 septembre à 1800Z. Son déplacement est alors hautement incertain, car la formation et la relocalisation du centre se superpose à un mouvement réel très lent, donnant un mouvement apparent quelque peu erratique. Il est orienté généralement vers le Nord, en direction d'un creux situé au Nord d'Erin, alors que l'anticyclone s'est retiré, durant la journée du 5 septembre. Puis, à partir du 6 et surtout du 7 septembre, l'anticyclone se reconstitue au Nord d'Erin, forçant ce dernier à virer au Nord Ouest.
Erin se reconstitue lentement. C'est le 7 septembre qu'Erin atteint à nouveau le statut de tempête tropicale. Durant la journée du 8 septembre, Erin poursuit son intensification régulièrement. Son organisation s'améliore sensiblement, puisqu'il acquiert des bandes convectives et que son centre est nettement défini. Il se creuse alors plus rapidement, et atteint le statut d'ouragan le 9 septembre à 0000Z, alors qu'il développe depuis quelques heures un œil. Il atteint son troisième pic d'intensité durant 18 heures entre le 9 et le 10 septembre, avec des vents soutenus à 194 km/h, correspondant à la catégorie 3 de l'Échelle de Saffir-Simpson.
Erin s'affaiblit alors essentiellement en raison de facteurs intrinsèque. Il a développé deux murs de l'œil concentriques, avec un double maximum des vents à travers l'ouragan durant la journée du 10 septembre. Cette évolution est classique des ouragans majeurs. Il redevient alors un ouragan de catégorie 2. Erin contourne alors l'axe de l'anticyclone et tourne au Nord dans la journée du 10 septembre, puis plus tard au Nord Est dans la journée du 11 septembre.
Poursuivant sa route vers le Nord, Erin ne faiblit pourtant que lentement. Il a une circulation large, et reste au-dessus d'eaux relativement chaudes. Le 12 septembre, la trajectoire d'Erin s'infléchit vers l'Est, et même un peu vers le Sud, en réponde à un creux qui s'étire le long de la côte Est des États-Unis.
À partir du 13 septembre, Erin va interagir intimement avec un important creux barométrique à travers l'ensemble de l'atmosphère qui arrive du Canada. Erin s'oriente alors au Nord Est, et accélère. De plus, il ne faiblit que lentement, et reste un ouragan. Sa transition extratropicale prend lieu dès le 14, et semble avoir ralenti son affaiblissement. Finalement, il devient une tempête tropicale juste avant d'achever sa transition extratropicale. Il passe à ce moment juste à l'Est de Cape Race à Terre-Neuve. Erin fusionnera le 17 septembre avec un autre cyclone à l'Est du Groenland.

## Impacts
Dès le 7 septembre, alors qu'Erin n'est encore qu'une dépression tropicale, le risque pour les Bermudes est évoqué. Le 8 septembre à 1500Z, alors qu'Erin vient d'atteindre le statut de tempête tropicale, le gouvernement des Bermudes émet une vigilance à l'ouragan. Elle est convertie en alerte à l'ouragan le jour même à 2100Z, quand Erin devient un ouragan, d'autant que la trajectoire prévue amène Erin pratiquement dans l'archipel à 24 heures. Il restera cependant à bonne distance de l'île, passant au plus près à 175 kilomètres à l'Est. L'alerte à l'ouragan a ainsi été changé en alerte à la tempête tropicale le 9 septembre à 2100Z. Cette alerte sera levée le 11 septembre à 1500Z. De plus, le quadrant Nord Est d'un ouragan, celui qui a affecté les Bermudes, n'est habituellement pas le plus dangereux. Il n'y a donc pas eu plus de conséquences.
La rafale de vent la plus élevée aux Bermudes fut de 67 km/h.
À Terre Neuve, le temps associé à Erin a été plus dégradé, mais n'a pas non plus occasionné de dégâts. Une rafale à 107 km/h a été enregistrée au Cape Race, avec des vagues de 14,4 m, et des cumuls de pluies aux alentours de 100 millimètres.